# Bangladeschische Cricket-Nationalmannschaft in Australien in der Saison 2008
Die Tour der bangladeschischen Cricket-Nationalmannschaft nach Australien in der Saison 2008 fand vom 31. August bis zum 6. September 2008 statt. Die internationale Cricket-Tour war Teil der internationalen Cricket-Saison 2008 und umfasste eine aus drei Spielen bestehende ODI-Serie, die Australien 3–0 gewann.

## Vorgeschichte
Bangladesch spielte zuvor den Asia Cup 2008, Australien eine Tour in den West Indies. Ursprünglich waren auch zwei Tests für diese Tour angedacht, die jedoch auf Grund von Terminüberschneidungen mit den Olympischen Sommerspielen 2008 gestrichen wurden. Die Spiele fanden im australischen Winter statt, so dass sie ausschließlich in Darwin im Norden des Landes ausgetragen wurden.

## Stadien
Das Stadion wurde am 12. Februar 2008 bekanntgegeben.
| Stadion      | Stadt  | Kapazität | Spiele      |
| ------------ | ------ | --------- | ----------- |
| Marrara Oval | Darwin | 14.000    | 1. – 3. ODI |

## Kader
Bangladesch benannte seinen Kader am 10. August 2008.
Australien benannte seinen Kader am 15. August 2008.
| Australien | Bangladesch |
| --- | --- |
| - Michael Clarke (K) - Michael Hussey (vK) - Nathan Bracken - Stuart Clark - Brett Geeves - Brad Haddin (wk) - Moises Henriques - James Hopes - David Hussey - Mitchell Johnson - Shaun Marsh - Shane Watson - Cameron White | - Mohammad Ashraful (K) - Mashrafe Mortaza (vK) - Abdur Razzak - Alok Kapali - Dhiman Ghosh (wk) - Dolar Mahmud - Farhad Reza - Junaid Siddique - Mahmudullah - Mehrab Hossain - Nazmul Hossain - Raqibul Hossain - Shahadat Hossain - Shakib Al Hasan - Tamim Iqbal |

## Tour Matches
| 18. August Scorecard | Darwin | Australian Institute of Sport 330-4 (50) | – | Bangladeshis 316 (49.3) |
|                      |        | AIS gewinnt mit 14 Runs                  |   |                         |

| 20. August Scorecard | Darwin | Australian Institute of Sport 284-8 (50) | – | Bangladeshis 288-7 (44.5) |
|                      |        | Bangladeshis gewinnt mit 3 Wickets       |   |                           |

| 23. August Scorecard | Darwin | Bangladeshis 270-9 (50)   | – | Australian Institute of Sport 271-5 (48.1) |
|                      |        | AIS gewinnt mit 5 Wickets |   |                                            |

| 25. August Scorecard | Darwin | Bangladeshis 229-9 (50)   | – | Australian Institute of Sport 230-1 (36.2) |
|                      |        | AIS gewinnt mit 9 Wickets |   |                                            |

| 27. August Scorecard | Darwin | Bangladeshis 305-4 (50)           | – | Northern Territory Chief Minister’s XI 185 (38.2) |
|                      |        | Bangladeshis gewinnt mit 120 Runs |   |                                                   |

## One-Day Internationals in Darwin

### Erstes ODI
| 31. August Scorecard | Darwin | Australien 254-8 (50)           | – | Bangladesch 74 (27.4) |
|                      |        | Australien gewinnt mit 180 Runs |   |                       |

### Zweites ODI
| 3. September Scorecard | Darwin | Bangladesch 117 (36.1)           | – | Australien 118-2 (22.4) |
|                        |        | Australien gewinnt mit 8 Wickets |   |                         |

### Drittes ODI
| 6. September Scorecard | Darwin | Australien 198-5 (50)          | – | Bangladesch 125 (29.5) |
|                        |        | Australien gewinnt mit 73 Runs |   |                        |

## Statistiken
Die folgenden Cricketstatistiken wurden bei dieser Tour erzielt.
| ODIs             | ODIs        | ODIs    | ODIs    | ODIs    | ODIs    | ODIs    | ODIs    | ODIs    |
| Batting          | Batting     | Batting | Batting | Batting | Batting | Batting | Batting | Batting |
| Spieler          | Mannschaft  | Spiele  | Innings | Runs    | Average | HS      | 100s    | 50s     |
| ---------------- | ----------- | ------- | ------- | ------- | ------- | ------- | ------- | ------- |
| Shaun Marsh      | Australien  | 3       | 3       | 175     | 87,50   | 76      | 0       | 2       |
| Michael Hussey   | Australien  | 3       | 3       | 150     | 150,00  | 85      | 0       | 2       |
| Tamim Iqbal      | Bangladesch | 3       | 3       | 84      | 28,00   | 63      | 0       | 1       |
| Shane Watson     | Australien  | 2       | 2       | 56      | 28,00   | 29      | 0       | 0       |
| Shakib Al Hasan  | Bangladesch | 3       | 3       | 53      | 17,66   | 27      | 0       | 0       |
| Bowling          |             |         |         |         |         |         |         |         |
| Spieler          | Mannschaft  | Spiele  | Overs   | Wickets | Average | BBI     | 5W      | 10W     |
| Mitchell Johnson | Australien  | 3       | 16.1    | 6       | 10,50   | 3/17    | 0       | 0       |
| Cameron White    | Australien  | 3       | 8.4     | 5       | 8,80    | 3/5     | 0       | 0       |
| Stuart Clark     | Australien  | 3       | 19      | 5       | 9,20    | 2/12    | 0       | 0       |
| James Hopes      | Australien  | 3       | 12      | 4       | 11,50   | 3/30    | 0       | 0       |
| Shakib Al Hasan  | Bangladesch | 3       | 26.4    | 4       | 27,25   | 2/38    | 0       | 0       |

## Player of the Series
Als Player of the Series wurden die folgenden Spieler ausgezeichnet.
| Serie | Player of the Series |
| ----- | -------------------- |
| ODI   | Michael Hussey       |

### Player of the Match
Als Player of the Match wurden die folgenden Spieler ausgezeichnet.
| Spiel  | Player of the Match |
| ------ | ------------------- |
| 1. ODI | Michael Hussey      |
| 2. ODI | Shaun Marsh         |
| 3. ODI | Tamim Iqbal         |